# Upton Park (Londres)
Pour les articles homonymes, voir Upton Park.
Upton Park est un quartier du borough de Newham, dans l'Outer London.

## Géographie
Upton Park est centré sur Green Street, qui forme la frontière entre West Ham et East Ham. 

## Histoire
Le terme « Upton Park » s'est appliqué pour la première fois à un lotissement développé à l'est de West Ham Park dans les années 1880. Le domaine tire son nom du village voisin d'Upton avec le suffixe « Park » ajouté pour des raisons de marketing. Les promoteurs du domaine ont payé la construction d'une nouvelle gare qui porte également le nom du domaine. 
En conséquence, la zone entourant la gare est devenue connue sous le nom d'Upton Park alors que le terme étant limité au lotissement d'origine. 

## Sport
Le West Ham United Football Club jouait auparavant au Boleyn Ground, communément appelé Upton Park. 